# Скотт Літт

Скотт Літт в 2012 році.

Скотт Літт (англ. Scott Litt; нар. 1954 року) — американський продюсер, відомий насамперед співпрацею з музикантами альтернативного року, зокрема роботою над шістьма альбомами гурту R.E.M..

## Біографія
Музична кар'єра Літта почалася наприкінці 70-х, він був звукоінженером платівок Ієна Хантера та Карлі Саймон. В 1982 році він дебютував в ролі продюсера, попрацювавши над альбомом Repercussion гурту The dB's. Протягом 80-х Літт продюсував записи Кріса Стеймі, Меттью Світа та Beat Rodeo. 1987 став проривним у кар'єрі Скотта, він познайомився з гуртом R.E.M. та спродюсував їх альбом Document. У підсумку Літт відзначився ще на п'яти платівках гурту: Green (1988), Out of Time (1991), Automatic for the People (1992), Monster (1994) і New Adventures in Hi-Fi (1996). В 1997 році R.E.M. і Літт припинили співпрацю.
Крім R.E.M., ще одним значущим пунктом у кар'єрі Літта був гурт Nirvana, для них він мікшував сингли «Heart-Shaped Box» і «All Apologies» з альбому In Utero 1993 року, і концертний запис MTV Unplugged in New York (1994), посмертний для Курта Кобейна. Літт також зробив ремікс пісні «Pennyroyal Tea», який передбачалося випустити як сингл, але після смерті Кобейна від цієї ідеї відмовилися. Однак, його ремікс можна знайти на Walmart та Kmart виданнях альбому, а також збірнику найкращих хітів гурту — Nirvana. У 1999 і 2000-х роках Літт співпрацював з гуртом Incubus, спродюсував їхні альбоми: Make Yourself (1999) і Morning View (2001). Також Літт мікшував пісні «Miss World», «Asking For It», «Jennifer's Body», і «Softer, Softest» гурту Hole з їхнього альбому Live Through This.
У число виконавців, з якими попрацював Літт входять: Ліз Фер, Джуліана Гетфілд, Indigo Girls, Пол Келлі, New Order, The Replacements, Патті Сміт, The Woodentops, That Petrol Emotion, Counting Crows, Days of the New, The Get Up Kids, Зіггі Марлі та Алела Дайан.
Літт заснував свій власний лейбл — Outpost Recordings, у партнерстві з I.R.S. Records. Фінансуванням та поширенням матеріалу займається фірма Geffen Records.